# Szczepankowo (powiat iławski)
Szczepankowo – wieś w Polsce położona w województwie warmińsko-mazurskim, w powiecie iławskim, w gminie Lubawa.
W 1921 roku stacjonowała tu placówka 13 batalionu celnego a następnie placówka Straży Celnej „Szczepankowo”. 
W latach 1975–1998 miejscowość należała administracyjnie do województwa olsztyńskiego. 

## Historia
W połowie listopada 1906 r. w miejscowej szkole elementarnej rozpoczął się strajk dzieci przeciwko nauczaniu religii w języku niemieckim, który trwał dwa tygodnie. Z uczestników strajku znane jest tylko jedno nazwisko: W. Cybulski. Strajk był elementem znacznie większej akcji biernego oporu wobec pruskich władz szkolnych, która na przełomie 1906 i 1907 r. objęła ponad 460 (!) szkół w prowincji Prusy Zachodnie, czyli przedrozbiorowe Pomorze Gdańskie, Powiśle, ziemię chełmińską i ziemię lubawską oraz część Krajny. Inspiracją dla strajków pomorskich były wcześniejsze działania dzieci w prowincji wielkopolskiej, ze słynnym strajkiem we Wrześni (1901) na czele.